# إيريك بيريرا
إيريك بيريرا (بالإنجليزية: Eric Pereira)‏ مواليد 5 ديسمبر 1985م هو لاعب كرة قدم برازيلي يلعب بخانة الوسط .
لعب سابقاً مع أندية الأهلي ونجران في السعودية ونادي المرخية في قطر.

## روابط خارجية
- إيريك بيريرا على موقع الاتحاد الأوربي (الإنجليزية)
- إيريك بيريرا على موقع اتحاد أوكرانيا (الإنجليزية)
- إيريك بيريرا على موقع رابطة كرة القدم اليابانية للمحترفين (اليابانية)
- إيريك بيريرا على موقع قاعدة بيانات كرة القدم.إي يو (الإنجليزية)
- إيريك بيريرا على موقع Soccerway.com (الإنجليزية)
- إيريك بيريرا على موقع عالم كرة القدم.نت (الإنجليزية)
- إيريك بيريرا على موقع كووورة
- إيريك بيريرا على موقع AS.com (الإسبانية)